# Galerie Borghèse

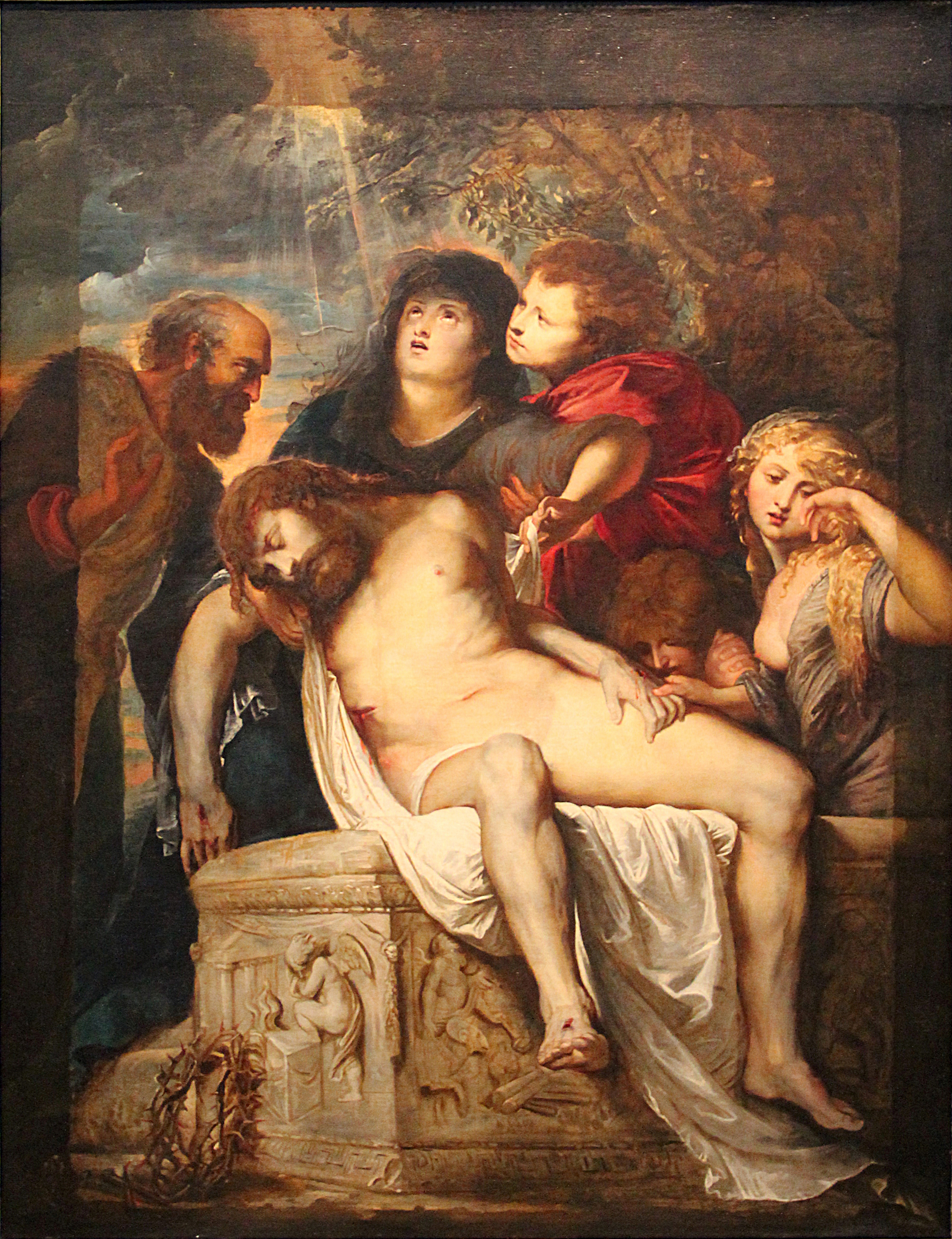
La Lamentation sur le corps du Christ (1601-1606) huile sur toile de Pierre Paul Rubens.

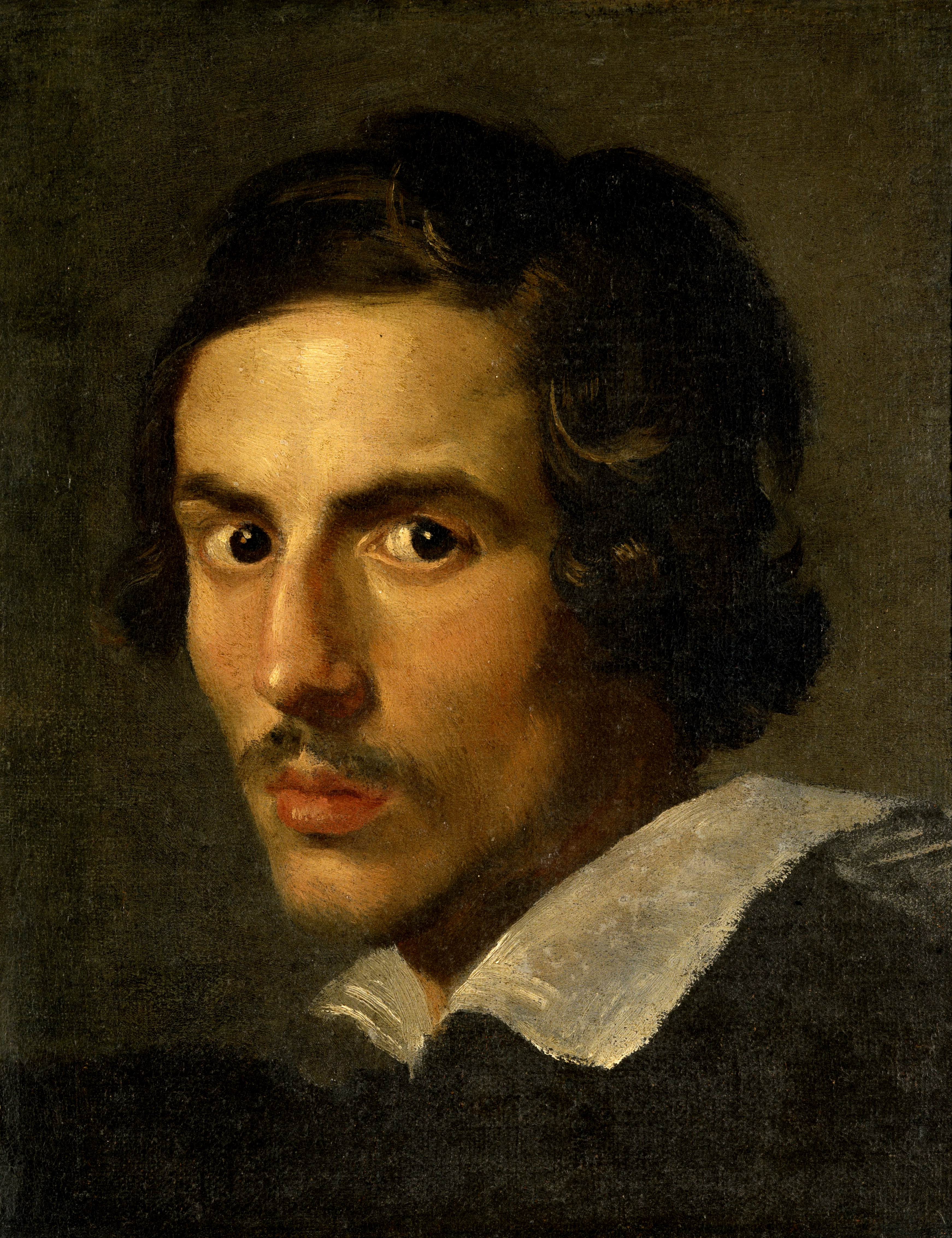
Autoportrait (vers 1623) huile sur toile de Gian Lorenzo Bernini.

La galerie Borghèse est un musée public situé dans le parc de la villa Borghèse à Rome.

## Histoire
À la fin du XVIe siècle, les Borghese (nom francisé en Borghèse), une riche famille originaire de Sienne, acquièrent des terres au nord de Rome, hors de la Porta Pinciana, pour constituer peu à peu un parc immense. Parallèlement, la famille Borghese étend son influence au sein de l'aristocratie romaine, d'autant plus lorsque le cardinal Camillo Borghese fut élu pape en 1605 sous le nom de Paul V. La famille entreprend alors de grands travaux d'édification, dont la construction d'une villa dans son parc du Pincio.
Le chantier, commencé dès 1607, est confié à l'architecte Flaminio Ponzio, qui avait déjà travaillé pour les Borghese dans leur palais urbain situé sur la rive gauche du Tibre. L'architecte Giovanni Vasanzio est chargé d'achever les travaux après la mort de Ponzio en 1613, tandis que l'aménagement des jardins et d'une volière réalisée par Carlo Rainaldi se poursuivent jusqu'en 1620. Dès mars 1613, une partie des œuvres de l'importante collection rassemblée par le cardinal Scipione Borghese, neveu du pape Paul V, est transférée du palais Borgo, où vivaient les frères du pape, vers la villa du Pincio.
La villa, dont l'architecture s'inspire de la villa Médicis et de la villa Farnesina, avec un portique s'ouvrant sur les jardins est alors décorée dans le style caractéristique du XVIe siècle. La façade est ornée de 144 bas-reliefs et de 70 bustes sur toute sa surface. Le bâtiment est percé de nombreuses fenêtres, afin de donner la lumière nécessaire à une bonne vision des œuvres, et la distribution des pièces est agencée dans un but similaire. Lodovico Cigoli réalisa certaines fresques de la villa en particulier l'Histoire de Psyché.
À partir de 1770, Marcantonio IV Borghese sollicite Antonio Asprucci (en) pour rénover entièrement l'intérieur de la villa. Ce dernier fait appel à de nombreux sculpteurs, peintres et marbriers pour réaliser les décorations qui sont toujours visibles. Des fresques, des stucs et des décors en marbre polychrome sont ajoutés. La plupart des peintures représentent l'histoire de la famille, depuis le mythique héros romain Marcus Furius Camillus jusqu'aux Borghèse actuels. L'État italien achète la villa et l'ensemble de ses collections en 1902 pour la transformer en musée. Fermée en 1983, la galerie subit une restauration complète durant quatorze ans, redonnant à l'extérieur de l'édifice son aspect original avec ses enduits, ses statues en façade, et surtout, son escalier d'entrée à deux rampes. La galerie ouvre à nouveau ses portes en juin 1997,.

## Collections

### Historique

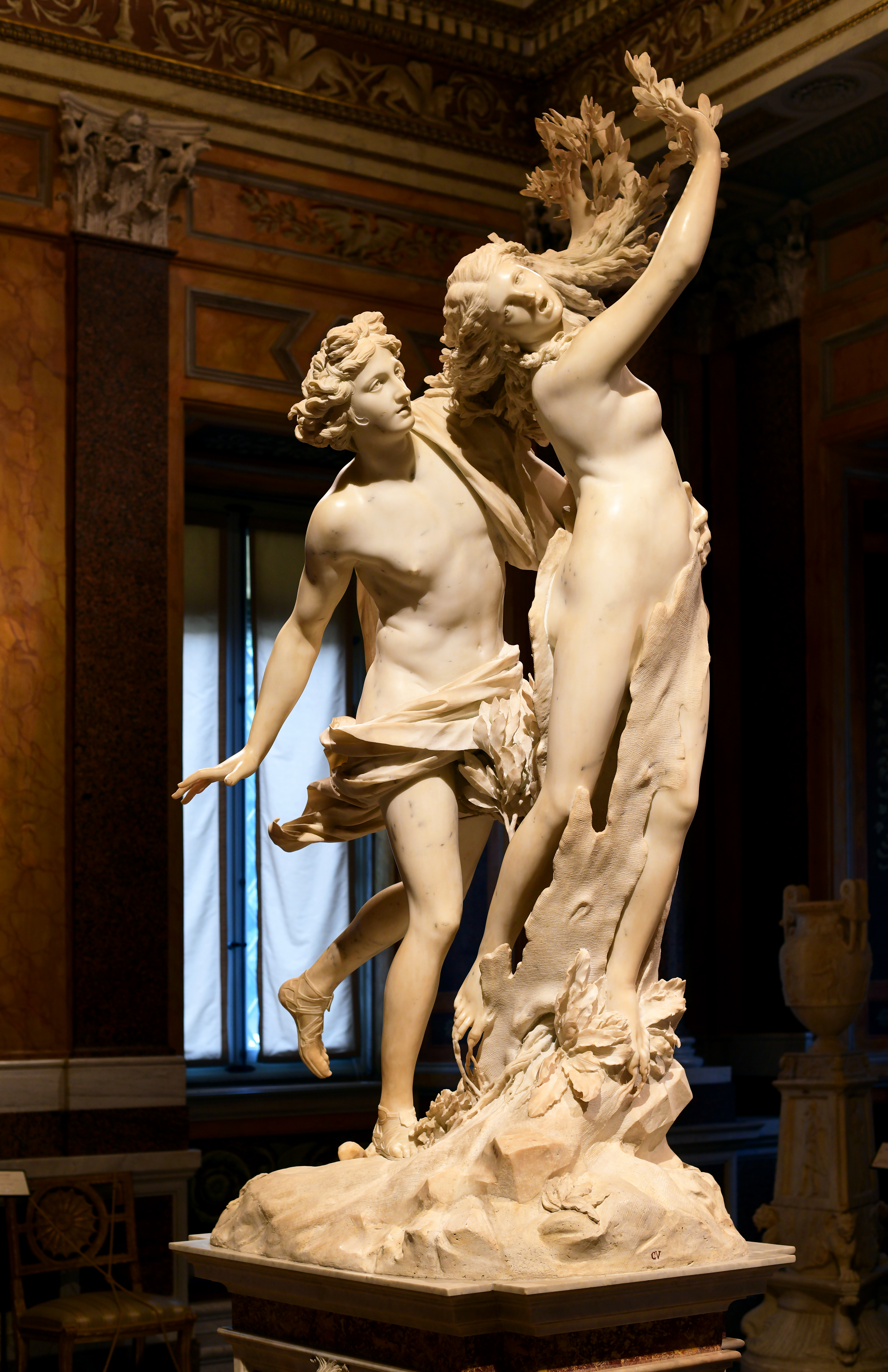
Gian Lorenzo Bernini, Apollon et Daphné

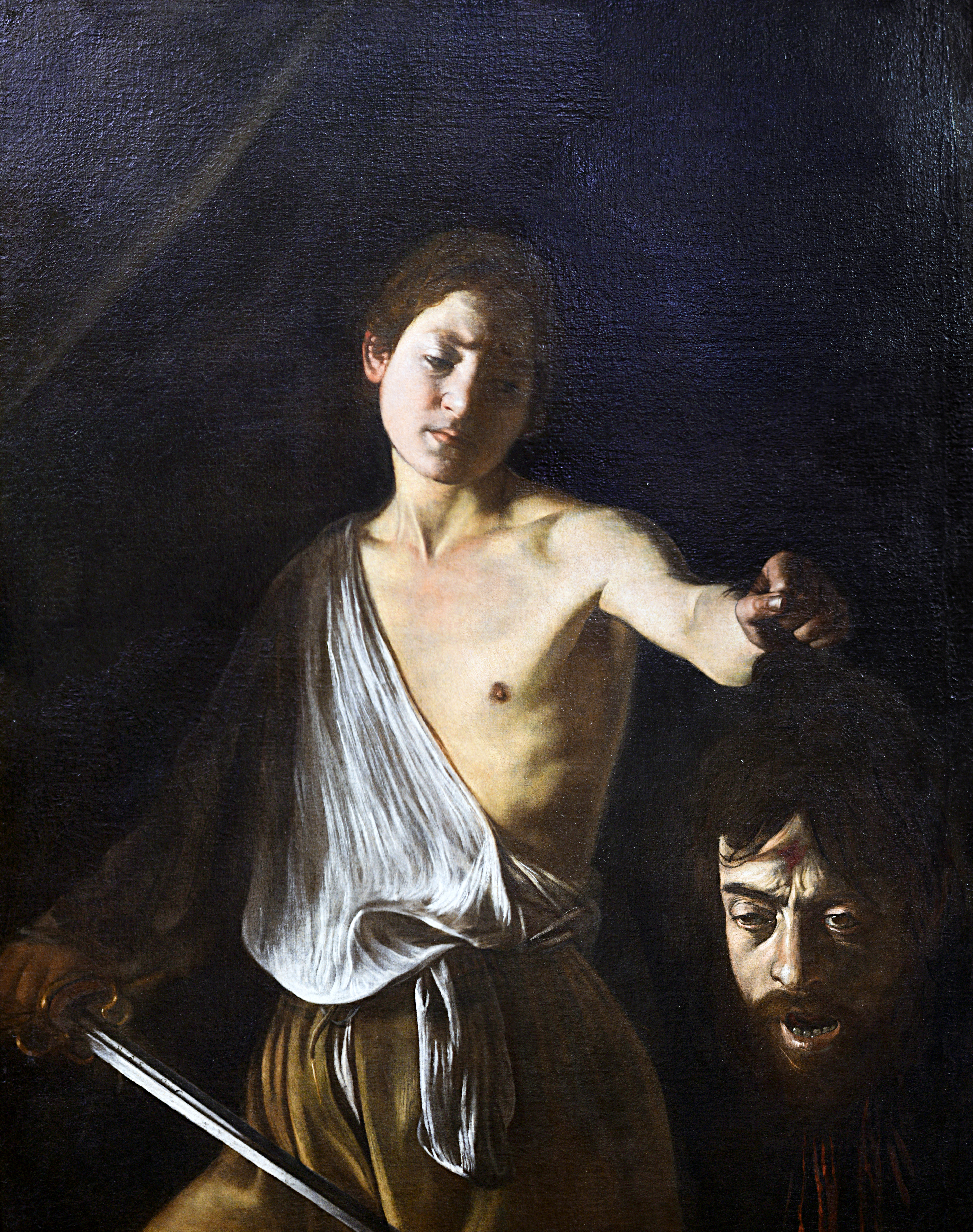
Le Caravage, David et Goliath

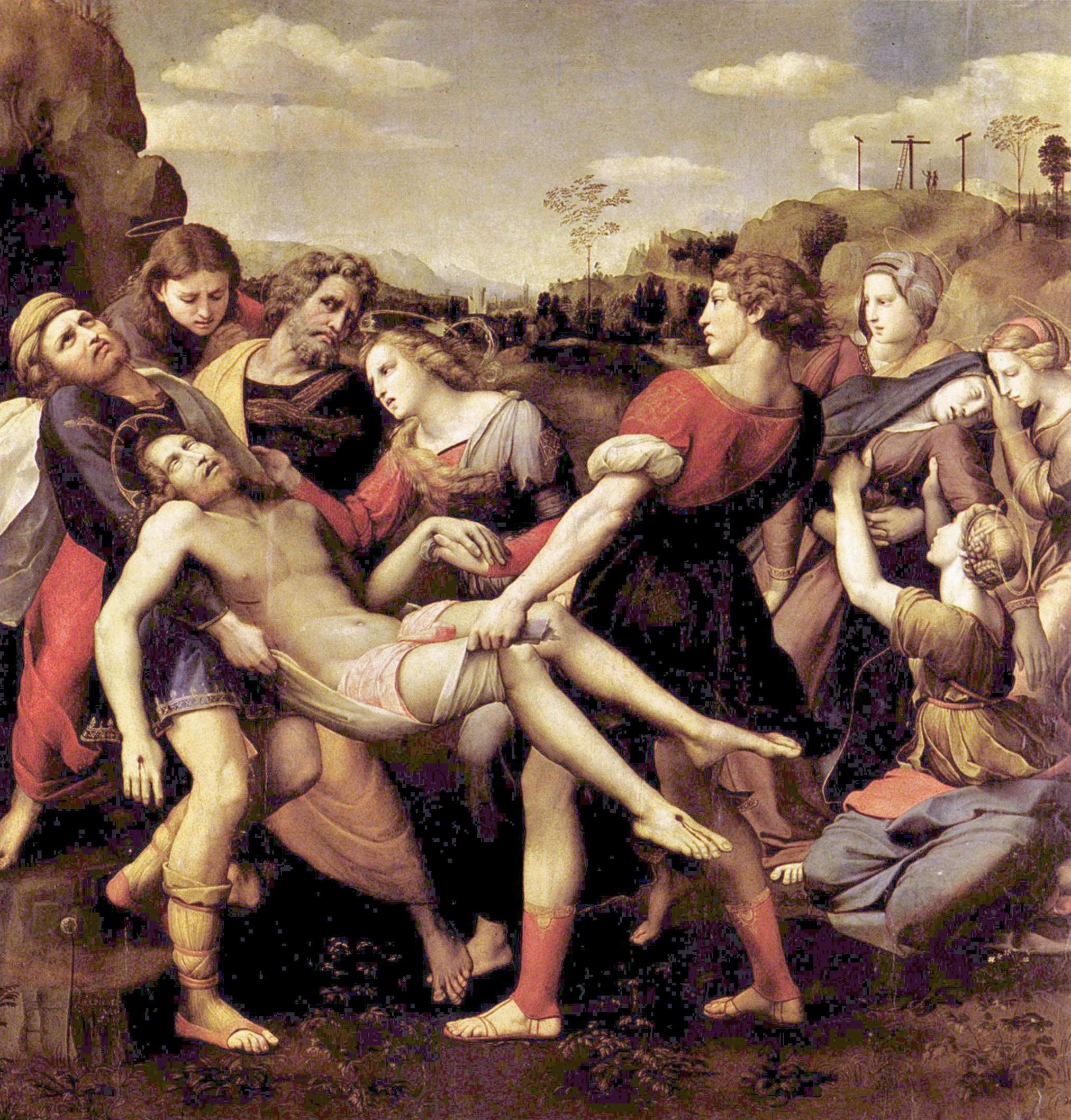
Raphaël, La Déposition de croix

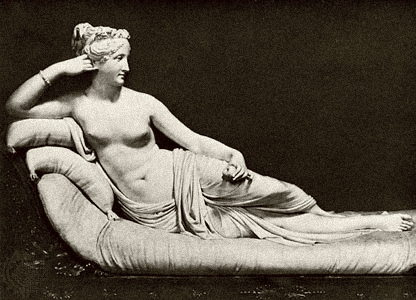
Canova, Vénus Victrix

Le cardinal Scipione Borghese est un collectionneur passionné, faisant tout pour l'acquisition de nouvelles œuvres, au besoin avec l'appui de son oncle, le pape Paul V, qui patronnait cette entreprise. Sa collection commence par un héritage familial, quelques sculptures antiques et des tableaux de maîtres toscans. Tout au long du XVIIe siècle, il va former l'une des plus grandes collections d'art italiennes. Ses goûts se portent surtout vers les maniéristes. Sa collection est méthodique : pour chaque artiste, il tente d'acquérir plusieurs œuvres, représentatives des différentes évolutions de son style.
Sa collection s'augmente également de collections constituées par d'autres, achetées ou confisquées. Ainsi, en 1607, son oncle Paul V lui donne un ensemble d'œuvres confisquées à l'atelier du Cavalier d'Arpin à la suite de litiges juridiques. En 1609, il achète la collection de Tommaso della Porta, sculpteur et marchand d'antiques. À la mort de Scipione en 1633, le casino est rempli d'œuvres d'art.
Tout au long du XVIIe siècle, les Borghèse continueront à augmenter la collection de Scipione. Un ajout non négligeable est l'héritage d'Olimpia Aldobrandini, épouse de Paul Borghèse. En 1682, l'importante collection Aldobrandini est divisée entre ses fils, issus de deux lits différents :
- Gianbattista Pamphilj (cette partie alimentera la collection des Pamphilj, à l'heure actuelle galerie Doria-Pamphilj)
- Gianbattista Borghese.

Au XIXe siècle commencent les temps difficiles : le prince Camille Borghèse, époux de Pauline Bonaparte, vend en 1807 à son beau-frère Napoléon Ier une partie des collections amassées par sa famille : 154 statues, 170 bas-reliefs, 160 bustes, etc., au profit de collections françaises. Il fait monter les enchères jusqu'à accepter un prix de 13 millions de Francs, très supérieur à l'estimation de sa collection par Ennius Quirinus Visconti, fixée à 5 millions de francs[réf. nécessaire]. En 1815, après la chute de Napoléon, certaines de ces pièces seront restituées aux Borghèse. C'est pour éviter de nouvelles dispersions qu'en 1833, le prince François Borghèse signe un fidéicommis rendant l'ensemble inaliénable.
Enfin, en 1902, alors que les finances Borghèse ne se portent pas très bien, les collections sont achetées par l'État italien pour la somme de 3,6 millions de lires. L'unité entre le jardin et le casino sera perdue en 1903 quand l'État vendra le jardin à la Municipalité de Rome.

### Contenu des collections
Les collections actuellement exposées à la Galerie Borghèse sont d'une très grande richesse, il n'est pas possible de toutes les citer ici. Parmi les plus importantes figurent :

#### Sculptures
- sculpture hellénistique : une copie de la célèbre statue hellénistique de l'Hermaphrodite, statue colossale d'un satyre combattant
- sculpture romaine : statue de Méléagre, statue colossale de Dionysos, portrait d'Alexandre, Harpocrate jouant avec un canard, statue de Pâris, groupe statuaire du Faune sur dauphin, Satyre dansant
- œuvres du Bernin : David, L'Enlèvement de Perséphone, Apollon et Daphné, Énée, Anchise et Ascagne, La Vérité dévoilée par le Temps, bronze de Neptune, un buste de Paul V, bustes de Scipione Borghese, une ébauche en terre cuite pour le monument équestre de Louis XIV
- œuvres de Pietro Bracci : buste de Clément XII
- Nicolas Cordier : La Bohémienne
- Luigi Valadier : Tête de Bacchus
- Jean-Antoine Houdon : Saint Jean-Baptiste
- Antonio Canova : Portrait de Pauline Borghèse en Vénus Victrix
- Sculpteur anonyme : sculpture de la louve allaitant Rémus et Romulus, en marbres rouge et blanc.

#### Peintures (par ordre alphabétique des artistes)
- Le Bacchiacca : Joseph vendu par ses frères, L'Arrestation des frères de Joseph, Recherche de la coupe volée, Découverte de la coupe volée dans le sac de Benjamin
- Giovanni Baglione : Ecce homo, Judith et Holopherne
- Federico Barocci : Énée fuyant Troie
- Fra Bartolomeo : Adoration de l'Enfant
- Jacopo Bassano : La Cène, L'Adoration des bergers
- Giovanni Bellini : Vierge à l'Enfant
- Le Bernin : Autoportrait en jeune homme, Autoportrait à l'âge mûr, Portrait de garçon
- Sandro Botticelli : Vierge à l'Enfant
- Bronzino : St Jean Baptiste
- Jan Brueghel l'Ancien : Orphée, Vase de fleurs
- Le Caravage : Garçon avec un panier de fruits, La Madone des palefreniers, Portrait du pape Paul V, Saint Jean-Baptiste, Saint Jérôme, David portant la tête de Goliath, Autoportrait en Bacchus
- Annibale Carrache : Samson enchaîné, Jupiter et Junon, Sainte Famille
- Cavalier d'Arpin : Saint Jean-Baptiste, La Décollation de saint Jean-Baptiste, La Fuite en Égypte, L'Enlèvement d'Europe, L'Arrestation du Christ
- Piero di Cosimo : Adoration de l'Enfant
- Le Corrège : Danaé et la pluie d'or
- Lucas Cranach l'Ancien : Vénus avec Cupidon voleur de miel
- Le Dominiquin : La Chasse de Diane, Portrait de sibylle
- Dosso Dossi : Apollon, Melissa (Circé), Diane et Callisto, Les Saints Côme et Damien
- Lavinia Fontana : Minerve s'habillant
- Ridolfo del Ghirlandaio : Portrait de jeune homme
- Giorgione : Choriste passionné ; Joueur de flûte
- Le Guerchin : L'Enfant prodigue
- Gerrit van Honthorst : Concert
- Lorenzo Lotto : L'homme aux roses, Portrait d'un gentilhomme, Vierge à l'Enfant avec les saints Ignace d'Antioche et Onuphre
- Antonello de Messine : Portrait d'homme
- Parmigianino : Portrait de Pianerlotto
- Le Pérugin : Saint Sébastien, Vierge à l'Enfant
- Pinturicchio : Crucifixion entre les saints Jérôme et Christophe
- Raphaël : Portrait d'homme, La Dame à la licorne, Portrait du pape Jules II, La Mise au tombeau du Christ
- Guido Reni : Moïse brisant les Tables de la Loi
- Pierre Paul Rubens : Suzanne et les Vieillards, La Déposition
- Le Sodoma : Pietà, La Sainte Famille
- Andrea Solari : Le Christ portant sa Croix
- Titien : L'Amour sacré et l'Amour profane ; Vénus bandant les yeux de Cupidon ; La Flagellation du Christ
- Michele Tosini : Léda, Lucrèce
- Véronèse : Prédication de Jean-Baptiste, Prédication de saint Antoine de Padoue
- Jacopo Zucchi : Amour et Psyché, Le Royaume d'Amphitrite, Allégorie de la Création

## Salles

### Porche et hall d'entrée
Le hall d'entrée abrite une statue romaine d'Auguste, la mosaïque des Combats de Gladiateurs, ainsi que la sculpture La Vérité, du Bernin.

### Salle I de Pauline
Ses murs sont ornés de reliefs antiques originaux et d'autres datant des XVIIIe et XIXe siècles. Elle abrite des bustes de Valadier (Bacchus, Hermès), et en son centre, la célèbre sculpture de Canova Pauline Borghèse en Vénus victorieuse, qui a donné son nom à la salle.

### Salle II de David
Cette salle est aussi appelée Salle du Soleil en raison de la peinture sur sa voute représentant la chute de Phaéton. La statue de David du Bernin trône en son centre. On peut y voir également le Samson en prison peint par Annibale Carrache, ainsi que des sarcophages grecs du IIe siècle.

### Salle III d'Apollon et Daphné
Elle abrite la sculpture du Bernin Apollon et Daphné, thème également de la voûte peinte à la fin du XVIIIe siècle. La salle abrite également des sculptures hellénistiques et romaines, et des œuvres du peintre Dosso Dossi.

### Salle IV des Empereurs
Cette salle somptueuse, la plus grande et la plus spectaculaire du musée, décorée de stucs, marbres, fresques et peintures, doit son nom de Galerie des Empereurs à ses bustes romains exposés le long des murs. Antonio Asprucci a réalisé sa décoration de 1778 à 1780, en mêlant des matériaux précieux et en utilisant les techniques les plus avancées de l'époque. Les niches murales abritent des statues antiques, dont l'Artémis Borghèse, original grec du IVe siècle av. J.-C.. Deux œuvres majeures du Bernin, L'Enlèvement de Proserpine en marbre, et Neptune avec Dauphin en bronze, y côtoient le Taureau Farnèse d'Antonio Susini. Les deux tables dodécagonales sont de Luigi Valadier et les quatre vases en marbre blanc avec les Saisons de Maximilien Laboureur (1739-1812). L'Enlèvement de Proserpine, les urnes en parangon de Lorenzo Nizza et les tables et coupes en porphyre datent de l'époque du cardinal Scipion Borghese.
Les toiles du plafond ont été peintes par Domenico De Angelis, qui a repris le thème du mythe de Galatée. L'artiste siennois Giovan Battista Marchetti (1730-1800) a réalisé l'architecture en perspective de grotesques qui les encadrent. La frise peinte sous l'imposte du plafond et les reliefs en stuc des murs s'inspirent du thème des divinités marines. Les carreaux hexagonaux sur fond de micromosaïque bleue, imitant l'antique, ont été dessinés par Tommaso Conca. Les pilastres en mosaïque romaine sont influencés par des modèles raphaélesques. Les ornementations en marbres du sol sont en harmonie des décors en trompe-l'œil du plafond.

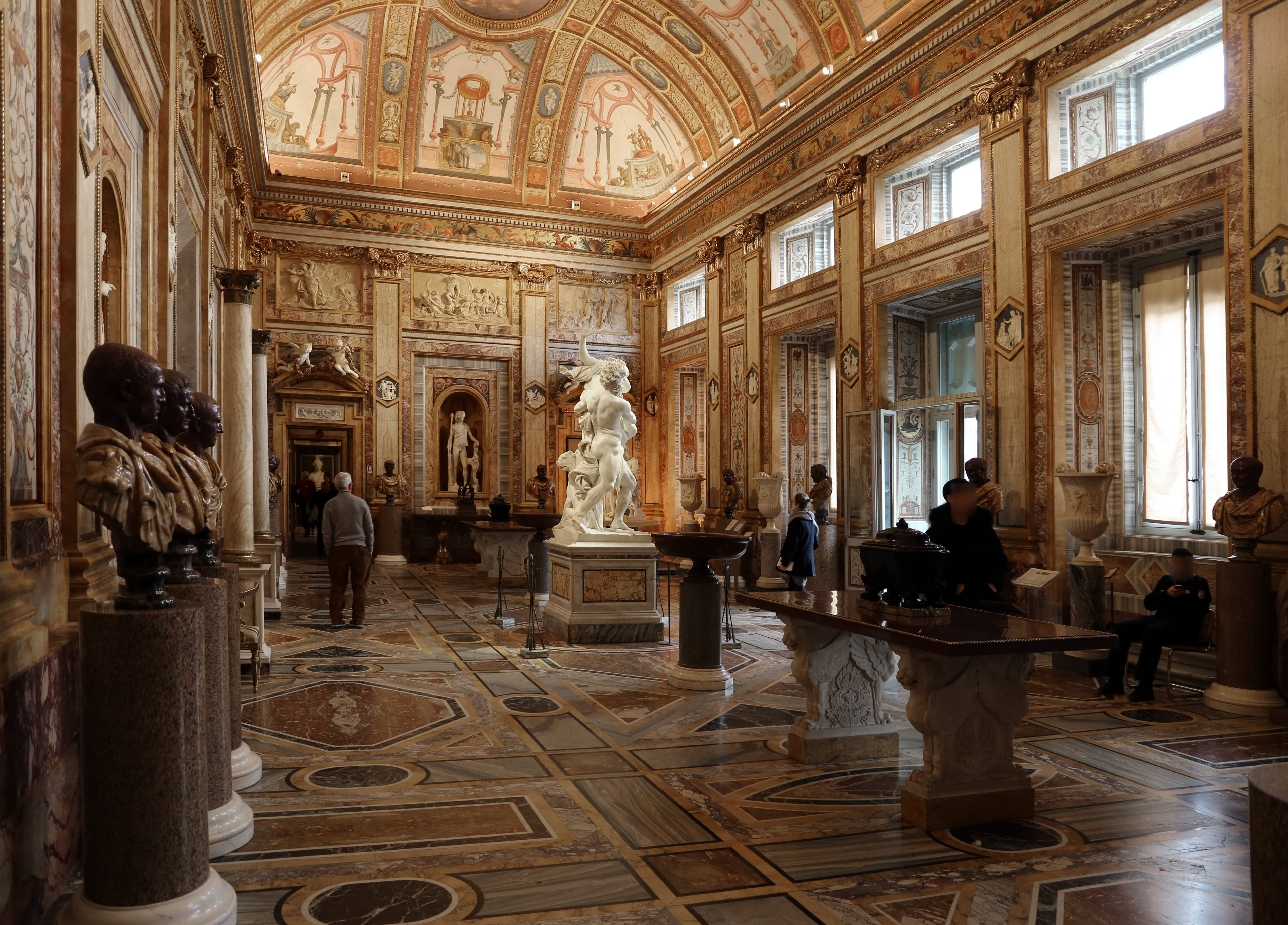
Salle IV des Empereurs
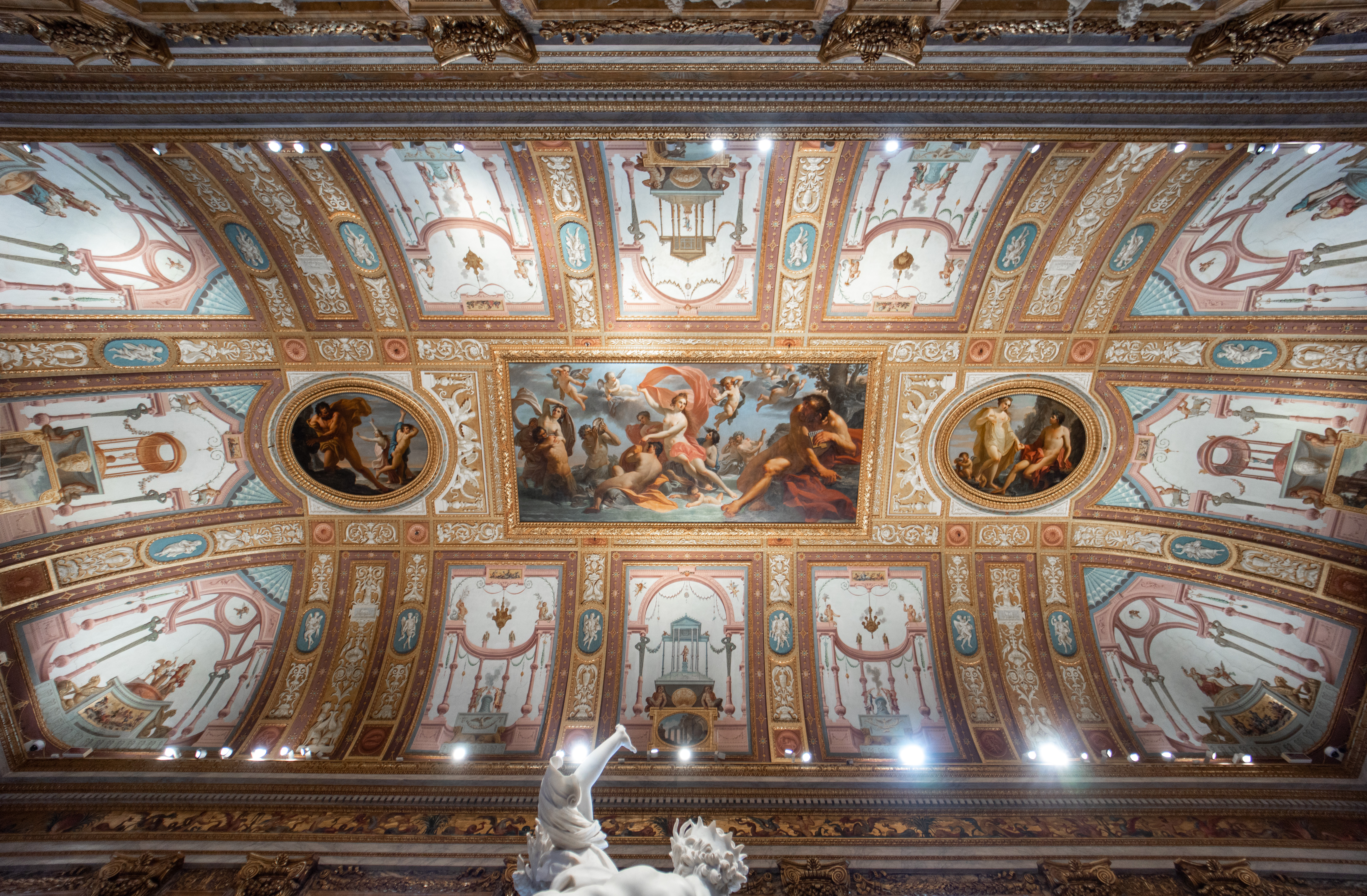
Plafond de la salle IV
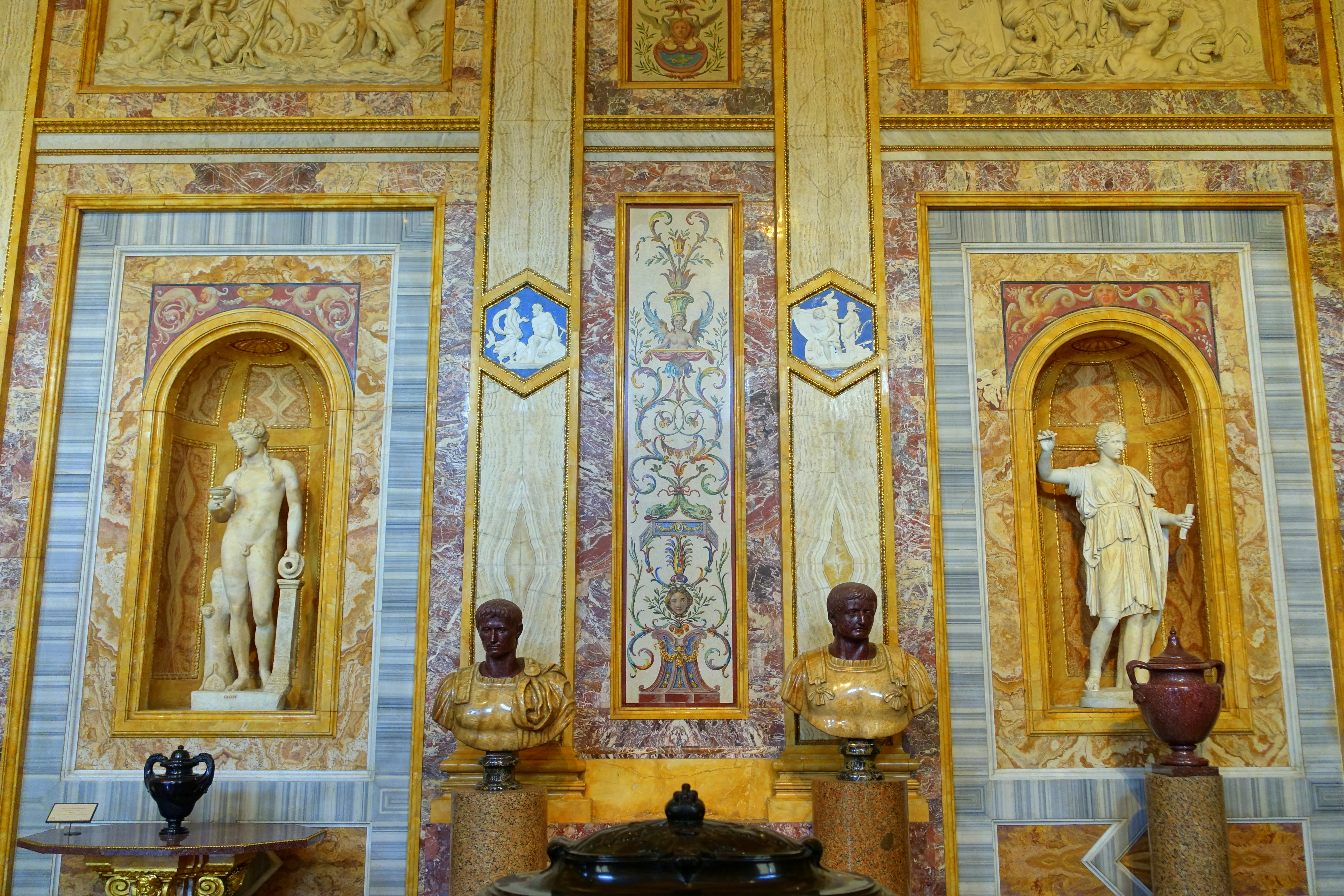
Détail

### Salle V de l'Hermaphrodite
L'Hermaphrodite endormi est une des 2 copies de la sculpture originale en bronze de Polyclète, l'autre se trouvant au musée du Louvre. La sculpture fut restaurée par Le Bernin qui transforma sa base en marbre en matelas sur lequel repose le personnage. Également, une mosaïque romaine du IIe siècle représentant une scène de pêche.

### Salle VI d'Enée et Anchise
Elle abrite la statue en marbre d'Enée et Anchise, œuvre de jeunesse du Bernin.

### Salle VII égyptienne

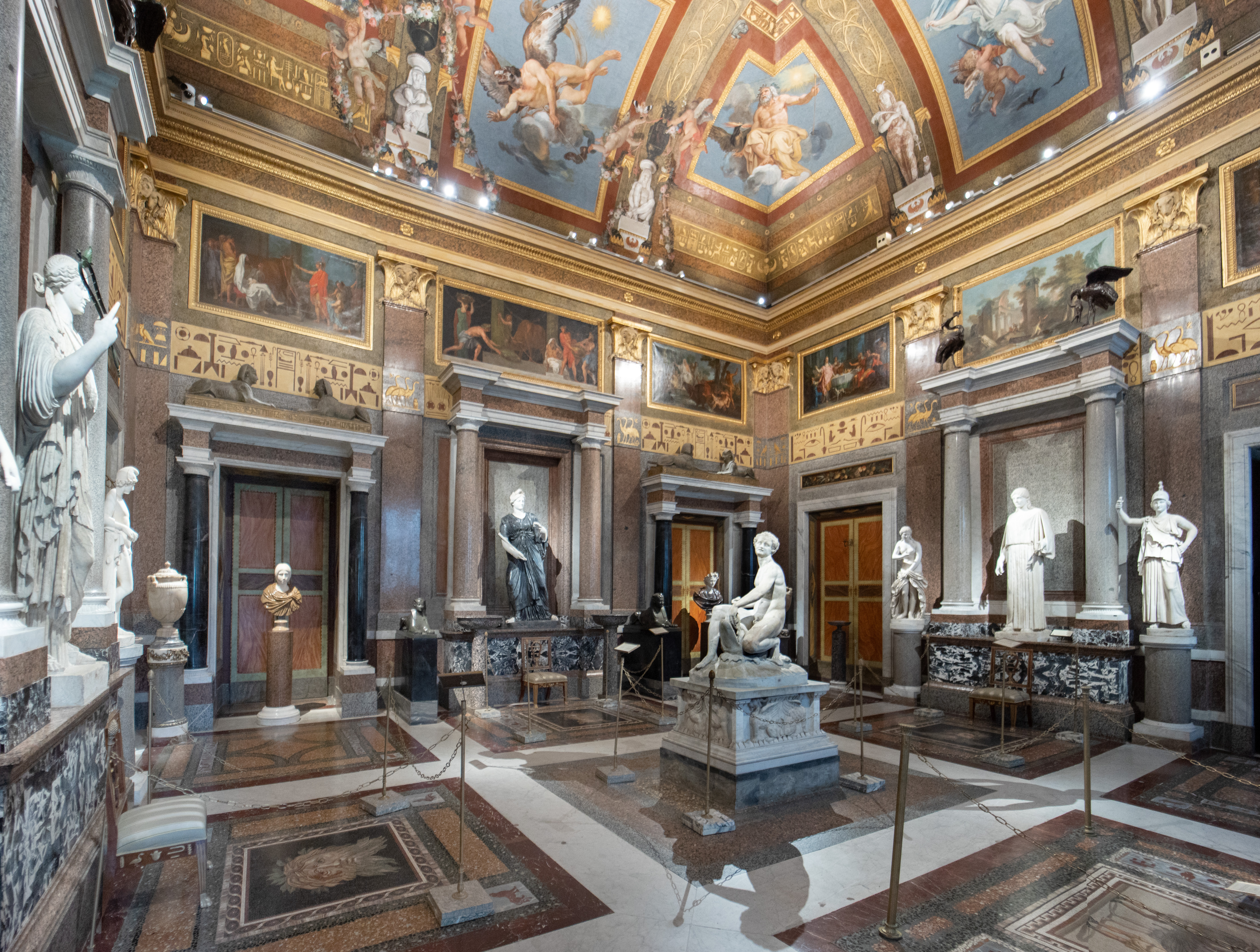
Salle VII égyptienne.

Réalisée entre 1778 et 1782, cette salle, qui héberge de nombreuses sculptures, notamment un Faune sur dauphin en marbre d'époque romaine, a été conçue par Antonio Asprucci. La décoration s'inspire de l'Égypte antique et est un modèle du goût de l'époque, qui mêle raretés archéologiques et bizarreries exotiques. 
Tommasso Conca a réalisé les peintures du plafond, dont la toile centrale avec Cybèle répandant des dons sur l'Égypte, et l' Histoire d'Antoine et de Cléopâtre sur les murs. Les ornements architectoniques du plafond sont de Giovan Battista Marchetti. Au sol, trois fragments de mosaïque représentent des mascarons d'Océan et d'autres personnifications marines ; le calendrier romain en mosaïque date de la première moitié du IIIe siècle.

### Salle VIII de Silène

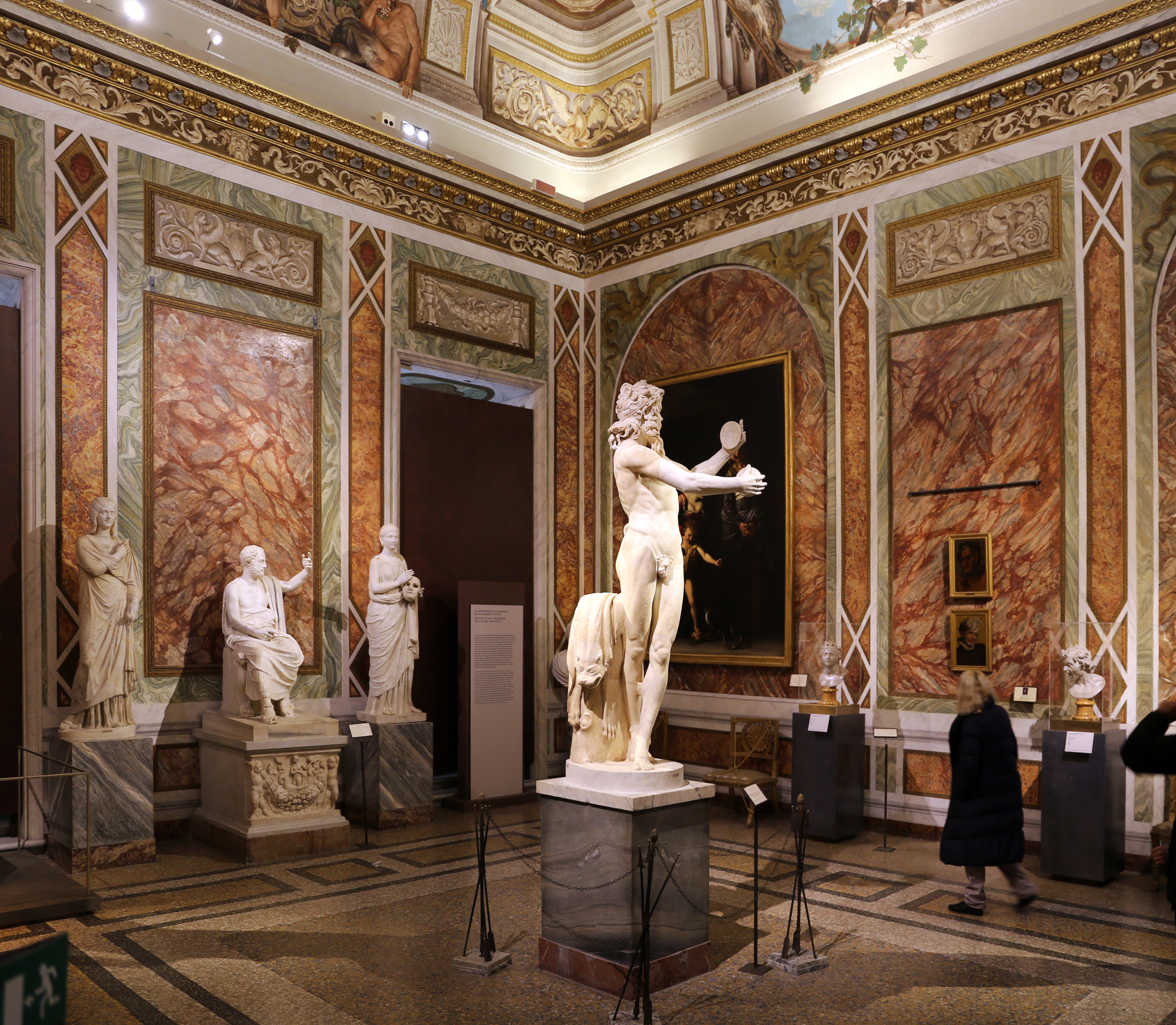
Salle VIII de Silène.

Lors du réaménagement du XVIIIe siècle, Antonio Asprucci installa le groupe de Lysippe de Silène portant Bacchus enfant au centre de la pièce, qui prit alors le nom de « Salle de Silène ». Toute la décoration s'agença alors sur le thème de Silène. La toile avec le Sacrifice de Silène peinte par Tommaso Conca se trouve au plafond, entourée par les architectures monumentales de Giovan Battista Marchetti. Depuis 1834, le Satyre dansant remplace le groupe de Lysippe, aujourd'hui au musée du Louvre.
Cette salle est connue pour compter six chefs-d'œuvre du Caravage : Garçon avec un panier de fruits, Jeune Bacchus malade, la Madone des Palefreniers, David et la tête de Goliath, Saint Jérôme, et enfin Saint Jean Baptiste.

### Salle IX de Didon
Elle est entièrement consacrée aux artistes italiens ou étrangers de la Renaissance, comme Pinturicchio, Bronzino, Raphaël, Botticelli ou Del Sarto. On peut y voir deux "tondi", une de Botticelli (Vierge à l'Enfant avec des anges) et une de Fra Bartolomeo (Adoration de l'Enfant), ainsi que deux toiles de Raphaël, dont la célèbre Dame à la Licorne. Également, une Vierge à l'Enfant du Pérugin.

### Salle X d'Hercule (ou Salle du Sommeil)
Cette pièce porta jusqu'à la fin du XVIIIe siècle le nom de salle du Sommeil en raison de la présence d'une sculpture figurant l'allégorie du sommeil. Son nom fut ensuite changée en salle d'Hercule en raison des peintures de la voûte représentant des Travaux d'Hercule. Des œuvres de maniéristes italiens couvrent les murs, tels le Portrait d'Homme du Parmesan, ou la Danaé du Corrège. La célèbre toile Vénus avec Cupidon voleur de miel de Cranach l'Ancien s'y trouve aussi.

### Salle XI de Ganymède
La Conversion de St Paul (1545), du Garofalo y est conservée.

### Salle XII des Bacchantes
Elle abrite un Portrait de Gentilhomme de Lorenzo Lotto (1535), et une Sainte Famille du Sodoma (1510).

### Salle XIV Galerie de Lanfranco
Cette galerie était à l'origine une loggia ouverte d'où l'on pouvait admirer les jardins derrière la villa. Fermée à la fin du XVIIIe siècle, la loggia fut transformée en galerie, à cette occasion la fresque du Concile des Dieux de Giovanni Lanfranco fut conservée. On peut y voir plusieurs œuvres du Bernin, ainsi que la statue de Louis XIV en terre cuite. De nombreuses peintures du XVIIe siècle couvrent les murs, dont quatre "tondi" de L'Albane à sujets mythologiques, Le Fils prodigue du Guerchin, ainsi qu'un autoportrait du Bernin.

### Salle XV d'Aurore
La Cène de Bassano (1546), un des chefs-d'œuvre de la peinture maniériste

### Salle XVI de Flore
La Pêche de Coraux, de Jacopo Zucchi (1580), élève de Vasari, y est conservée

### Salle XVII de Gualtieri d'Anvers
Elle présente des œuvres de peintres flamands, comme Francken le Jeune (La boutique de l'antiquaire) ou David Teniers le Jeune (Buveur)

### Salle XVIII de Jupiter et d'Antiope
Deux beaux Rubens : Suzanne et les vieillards et Lamentation sur le Christ mort, y sont conservés.

### Salle XIX de Pâris et Hélène
Cinq peintures sur la voûte illustrent les épisodes du prince troyen Pâris. Parmi les nombreuses peintures, on retiendra celles du Dominiquin (Chasse de Diane, 1617), d'Annibale Carrache (Jupiter et Junon, 1602) et de Giovanni Lanfranco (Norandino et Lucina surpris par l'ogre, 1624).

### Salle XX de Psyché (ou salle du Centaure)

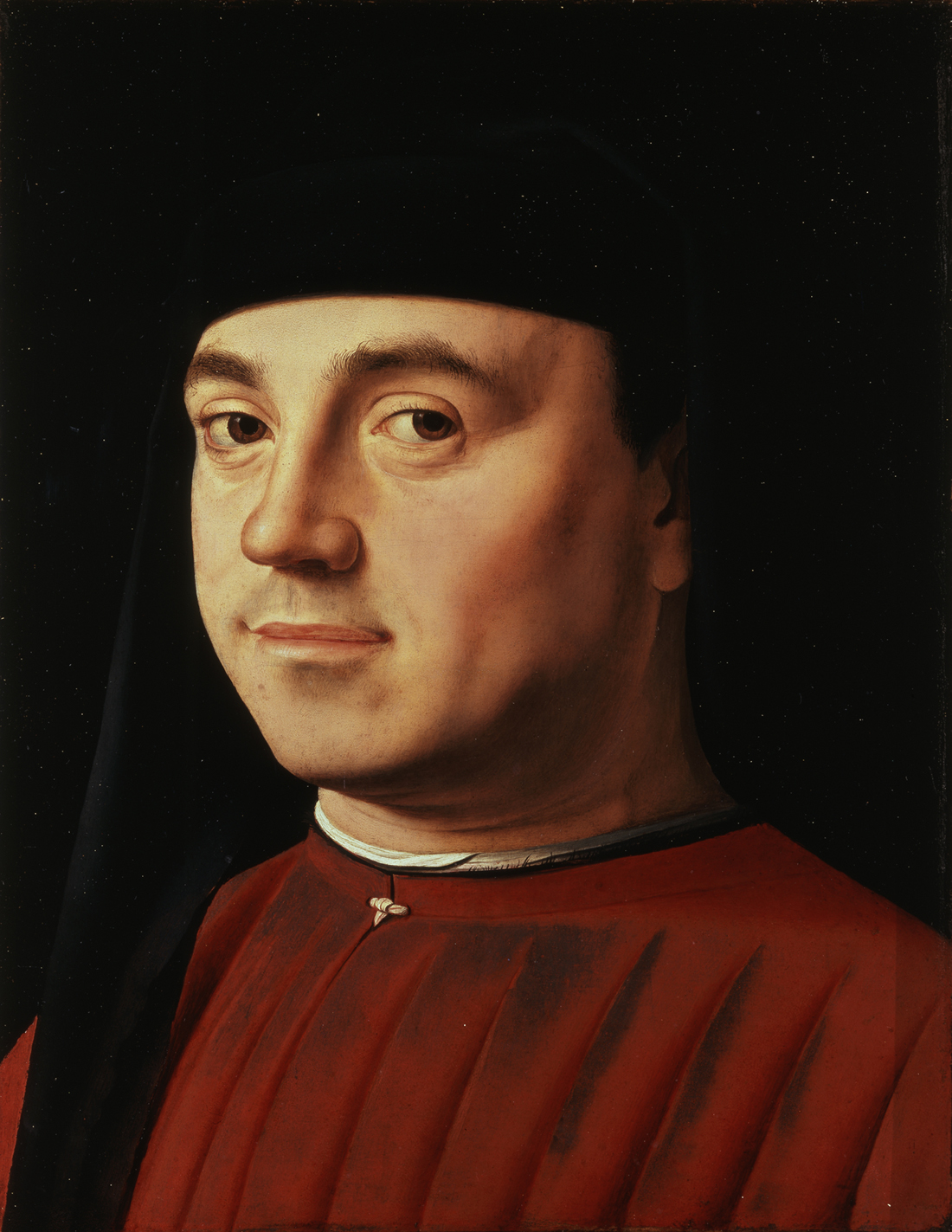
Portrait d'homme par Antonello de Messine.

Le plafond XVIIIe siècle représente les amours d'Eros et de Psyché. La salle est consacrée aux grands maîtres vénitiens des XVe et XVIe siècles : Giorgione (Choriste passionné, 1507), Titien (le célèbre Amour sacré et Amour profane, 1514), Véronèse, Carpaccio, Giovanni Bellini, Lorenzo Lotto, mais aussi le sicilien Antonello de Messine (Portrait d'homme, 1475)